# وادي أبو علي
وادي أبو علي هو مركزٌ سعوديٌ تابعٌ لمحافظة عنيزة التابعة لمنطقة القصيم، في المملكة العربية السعودية. المركز من الفئة (ب)، ورمزه 1773 حسب دليل الترميز الموحد للمناطق الإدارية بالمملكة العربية السعودية.